# Tormod Kolbrunarskald
Tormod Bersason Kolbrunarskald (Þormóðr Bersason kolbrúnarskáld), född troligen 997, död 1030, var en isländsk furstelovskald hos den norske kungen Olof Haraldsson. Han var också den ene av fosterbröderna i Fostbrödrasagan.

## Levnad
Tormod föddes troligen år 997 på gården Dyrdilmyr vid Isafjorden på nordvästra Island. Fadern hette Berse (Bersi) Halldorsson och moderns namn var Torgerd (Þorgerðr). I Fostbrödrasagan, som ger den fylligaste skildringen av hans liv, berättas att Tormod ingick fostbrödralag med råskinnet Torgeir Håvarsson, och att de gjorde sig ökända för sin vilda framfart. Fosterbröderna skildes dock och Torgeir for till Norge där han upptogs i Olof Haraldssons hird. 

### Tillnamnet Kolbrunarskald
På Island fördrev Tormod tiden med att kurtisera döttrarna till två änkor. Den ena änkan var dock argsint och fick honom nästan lönnmördad då han inte lydde hennes råd att lämna flickan ifred. Efter detta attentat var Tormods högra arm och hand för alltid obrukbara. Den andra dottern var mindre fager men hade en snällare mamma, som gav Tormod tillnamnet "Kolbruns skald" (Kolbrúnarskáld) då han diktat ett kärlekskväde om hennes dotter. Kolbrún betyder "svarta ögonbryn" och var flickans smeknamn; hennes rätta namn var Torbjörg Glumsdotter (Þorbjǫrg Glúmsdóttir).

### Hämnden
År 1023 blev Torgeir dräpt av den grönländske hövdingen Torgrim (Þorgrímr) trolle, och det var Tormods plikt att hämnas. Han for nu till kung Olof i Norge och därefter till Grönland där han fullbordade hämnden med råge. Inte bara mördaren blev dräpt utan också tre söner och en systerson. De fälldes alla med list och i bakhåll — Tormod kunde ju bara använda vänster hand och arm. 
Efter tre år var Tormod åter hos kung Olof i Norge, vars mest hängivne hovskald han nu blev. Han följde kungen i dennes landsflykt till Gårdarike, och när Olof år 1030 vid Stiklastad sökte återta sitt förlorade rike var Tormod en av hans närmaste män.

### Slaget vid Stiklastad
På morgonen den dag då slaget skulle stå, väcktes den sovande kungshären av Tormod, som på kungens befallning kvad det gamla Bjarkamal (Bjarkamál in fornu) för att ingjuta mod i trupperna. «När kvädet var slutfört, tackade honom männen för hans kvad. De tyckte mycket om det och ansåg det väl funnet och kallade kvädet en huskarlaeggelse.» Samtliga källor bedyrar att Tormod utmärkte sig för stor tapperhet under slaget: Han slogs utan sköld och brynja och högg hela tiden med båda händerna om bredyxans skaft och plöjde väg rakt genom fiendens fylkingar, står det i Fostbrödrasagan. Flatöboken tillägger att så många män föll för hans yxa «att det skulle gå sent att förteckna namnen på dem alla». Detta var en stor bedrift, i synnerhet om man betänker att «Tormod inte var någon stark man»  och att hans högerarm var obrukbar.

#### Tormods död (version 1)
Sin tapperhet till trots lyckades skalden ta sig igenom slagets alla skeden utan svårare skavanker. Då han efter striden irrade kring på valplatsen förbannande sitt öde att ha överlevt kung Olof, träffades han av en pil i bröstet. Tormod tog sig nu till en bjugglada där det fanns ett fältlasarett. Det märkliga som nu inträffade är, enligt Fostbrödrasagan, att den sårade skalden tycktes oförmögen att besvara den tillskyndande läkekvinnans frågor annat än på drottkvätt. Hon var nog en bondmora från trakten utan djupare kunskap om den aristokratiska skaldikens regler med dess uppbrutna ordföljd och invecklade kenningar. Kunde hon förstå vad han sa? Då hon till sist frågade "varför är du så blek?", blev svaret:
| Jag är ej röd, men rosigt rak är den slankas make; fast spjärnar forna järn mig fläsksårens djupa träskstig. Vad det vållar, du badets vådelds ungtall, är alla digerspår, från Dags storm mig av dansksvärd i sidan svida. | Emkak rauðr, en rjóðum ræðr grǫnn kona manni; jarn stendr fast et forna fenstígi mér benja; þat veldr mér, en mæra marglóðar nú tróða, djúp ok danskra vápna Dagshríðar spor svíða. |  |

Sista ordet i översättningen är kursiverat. Det beror på att skalden dog när han kommit dit. Han dog «stående upprätt vid tvärväggen och föll inte till marken förrän han var död», står det i Flatöboken. Strofraden fylldes senare ut av kung Harald Sigurdsson: «Dansksvärd i sidan svida», sade han. «Det var så skalden velat kväda.»

#### Tormods död (version 2)
En annan version av skaldens död ges i de olika sagorna om Olof den helige, inklusive den som finns i Heimskringla. Här har läkekvinnan lyckats få Tormod att sätta sig ner och ta av kläderna. Så började hon karva i såret för att komma åt pilspetsen. Men då hon var klar grep Tormod hennes tång och slet själv ut pilen: «Men det satt hullingar på den, och på dem hade muskeltrådar av hjärtat fastnat, några röda och andra vita. När han såg det, sade han: – Väl har kungen fött oss, det är mig fett kring hjärterötterna. – Sedan sjönk han bakåt och var död.»
I Flatöboken, slutligen, har skrivaren gjort ett försök att förena dessa båda versioner, men resultatet är inte helt övertygande. Det rör sig här om skilda berättartraditioner som knappast går att sammanjämka. Hur en eventuell sanningskärna kan ha sett ut är omöjligt att veta.

## Verk
Av Kolbrúnarvísur — kärlekskvädet till Torbjörg Glumsdotter — finns ingenting kvar, och inte heller har något bevarats av någon drapa till kung Olof, även om en sådan rimligen bör ha funnits; något som också framgår av Skáldatal. I Flatöbokens saga om Olof den helige finns en kortsaga om Tormod Kolbrunarskald, där skalden påstås under någon tid ha vistats hos Knut den store i Danmark och även ha diktat om honom. Uppgiften är problematisk eftersom besöket knappast kan ha skett vid den tidpunkt som sagan säger. Å andra sidan finns två "lösa verser" (lausavísur) som tillskrivs Tormod och tycks förutsätta ett sådant besök. Det bör i så fall ha skett år 1027, efter Grönlandsvistelsen men innan Tormod hade återvänt till Norge. Ingenting är i Skáldatal nämnt om att Tormod skulle ha diktat om kung Knut.

### Þórgeirsdrápa
Av Tormods produktion återstår 15 strofer ur en arvdrapa om fosterbrodern Torgeir. De har alla bevarats i Fostbrödrasagan. 

### Lausavísur
Utöver dessa strofer finns 25 "lösa verser", som i sagorna har tillskrivits Tormod. Åtta av dessa behandlar händelser i samband med slaget vid Stiklastad. Den lyriska stilen i flera av dessa lausavísur skiljer sig dock så mycket från Torgeirsdrapans betydligt torrare stil att deras äkthet kan betvivlas. Man kan också ställa sig frågande inför några av Stiklastad-stroferna. Även om flera sagor, till exempel kortsagan om Sneglu-Halle, gärna vill få oss att tro att det har funnits skalder som varit så drivna i sin konst att de på stående fot kunnat improvisera drottkvätt, kan man undra om det verkligen fanns någon där i bjuggladan hos Tormod, redo att memorera allt vad den döende skalden sa. Att döma av skildringen i övrigt tycks förhållandena efter slaget — och i de sårades skjul — ha varit tämligen kaotiska.